# くろべ市民交流センター
くろべ市民交流センター（くろべしみんこうりゅうセンター、愛称『あおーよ』）は、富山県黒部市三日市725番地にある黒部市立の複合施設である。
「市民が集い学ぶ文化交流の拠点」をコンセプトとしている。

## 概要
黒部市立図書館（あおーよ図書館）を核とし、黒部市民会館や公民館の機能を統合し、子育て支援センターなど多機能が融合する中心拠点融合施設として黒部市役所旧庁舎跡に2021年より建設され、2023年10月6日にオープンした。愛称の『あおーよ』は、「会おうよ」を平仮名にもじった4文字を由来としている。全国からの1,336件の応募の中から選定され、2023年5月19日に決定した。
駐車場は100台（身障者・乳幼児連れ・高齢者用の駐車場あり）。
整備費は34億5,000万円。
2024年3月31日、敷地内に黒部市役所敷地内にある百年桜を増やした桜、2代目百年桜が植樹された。

### 各フロアについて
1階『にぎわいのフロア ウェルカム・コモン』
市民の憩い、集いを目的としたフロア。市民を迎えるウェルカム・コモンの他、大人数でのセミナーやイベントが可能な多目的ルーム、あおーよ図書館の新聞、雑誌コーナー、予約本コーナー、管理事務室、三日市公民館の事務所などがある。正面出入口横にはあおーよ図書館のブックポストが設置されている。
2階『学びあいのフロア ワーク・コモン』
市民活動や生涯学習の拠点のフロア。移住・人つなぎ支援センター、多目的ルーム8室、キッチンスタジオ、ワーク・コモン、ミーティングスペース、リフレッシュラウンジなどがある。
3階『ふれあいのフロア コミュニケーション・コモン』
親子がくつろぐことが出来るフロア。あおーよ図書館の児童図書コーナーやキッズコーナー、ランチスペース、ほがらか子育て支援センター、子育て相談ルームがある。
4階『深めあいのフロア ブック・コモン』
様々な情報や知識に触れて学習するフロア。あおーよ図書館の一般図書コーナーや学習室（個別席の他グループ学習室もある）、クリエイティブラウンジなどがある。

## 建物概要
建物中心部にスパイラル状の階段で繋げた交流空間『コモンスペース』が配置されている。外装はアルミパイプ（市内に工場があるYKK AP製）を用いて二重の層で環境をコントロールしている。